# Щербаков, Олег Васильевич
Олег Васильевич Щербаков (18 июня 1966) — советский и российский футболист, нападающий.

## Биография
Воспитанник воронежского футбола. На взрослом уровне начал выступать в 1986 году за клуб «Атом» Нововоронежский во второй лиге. В 1987 году перешёл в «Химик» Дзержинск. С середины 1988 года играл за воронежский «Факел», в его составе стал победителем турнира второй лиги, на следующий год сыграл один матч в первой лиге. Заканчивал сезон 1989 года в липецком «Металлурге», затем два года не играл в соревнованиях мастеров.
После распада СССР перешёл в «Океан» Керчь, выступавший в переходной лиге Украины (третий дивизион).
В середине 1992 года вернулся в «Факел». Дебютировал в высшей лиге России 13 июля 1992 года в игре против «Океана» Находка, вышел на замену на 58-й минуте, но уже на 82-й был заменён. Всего в высшей лиге провёл 11 матчей, ни один из которых не отыграл полностью. Его команда по итогам сезона покинула высшую лигу. В следующем сезоне провёл два матча в первой лиге.
В 1993 году перешёл в германский клуб региональной лиги «Фрехен-20», в нём выступал вместе с ещё двумя бывшими игроками «Факела» — Виктором Ващенко и Вадимом Сосулиным. После возвращения в Россию играл за «Рассвет» (Троицкое) в третьей лиге и за «Газовик» (Острогожск) в любительских соревнованиях, в составе последнего стал обладателем Кубка России среди любителей (1998).
После окончания карьеры живёт и работает в Воронеже. Выступает в соревнованиях ветеранов.